# إدوارد جيمس غاي (سياسي)
إدوارد جيمس غاي (بالإنجليزية: Edward James Gay)‏ هو سياسي أمريكي، ولد في 3 فبراير 1816 في الولايات المتحدة، وتوفي في 30 مايو 1889 في مقاطعة إبيرفيل في الولايات المتحدة. حزبياً، نشط في الحزب الديمقراطي. وقد انتخب عضو مجلس نواب لويزيانا وانتخب عضو مجلس النواب الأمريكي.